# Westside Story
Westside Story ist ein Lied des US-amerikanischen Rappers The Game, das er zusammen mit dem Rapper 50 Cent aufnahm. Der Song ist die erste Singleauskopplung seines Debütalbums The Documentary und wurde am 7. September 2004 veröffentlicht.

## Inhalt
| Liedteil   | Künstler |
| 1. Strophe | The Game |
| Refrain    | 50 Cent  |
| 2. Strophe | The Game |
| 3. Strophe | The Game |

Westside Story ist den Genres Westcoast-Hip-Hop und Gangsta-Rap zuzuordnen und handelt überwiegend von Waffen, Gewalt und Drogen. The Game rappt dabei unter anderem über sein Leben in einer Gang in Compton als Drogendealer, wobei er ausgeraubt und angeschossen wurde. Er habe sich vorgenommen nun den Hip-Hop von der Westküste wieder nach vorne zu bringen und bezieht sich dabei auch auf andere Rapper aus der Region, wie Tupac Shakur, Nate Dogg, Tha Dogg Pound, die Westside Connection und Dr. Dre. Der Refrain wird von 50 Cent gerappt.

“If you take a look in my eyes

See I’ll be a gangsta ’til I die

That California chronic got me so high

Game, tell ’em where you from (Nigga, Westside!)”

## Produktion
Der Song wurde von den Musikproduzenten Dr. Dre und Scott Storch produziert. Beide fungierten neben The Game, 50 Cent und Mike Elizondo auch als Autoren des Liedes.

## Single

### Covergestaltung
Das Singlecover zeigt The Game und Dr. Dre, die vor der Motorhaube eines Autos stehen. The Game trägt eine Sonnenbrille und eine Goldkette von Dr. Dres ehemaliger Rapgruppe N.W.A, während Dr. Dre ein Basecap mit der Aufschrift „Compton“ trägt. Der Titel Westside Story steht am oberen Bildrand in Schwarz, während sich der graue Schriftzug The Game unten im Bild befindet. Der Hintergrund ist grau gehalten.

### Chartplatzierungen
Westside Story stieg am 16. Oktober 2004 durch Airplay auf Platz 99 in die US-amerikanischen Singlecharts ein und erreichte am 13. November mit Rang 93 die höchste Position. Insgesamt konnte es sich vier Wochen in den Top 100 platzieren.
| ChartsChartplatzierungen       | Höchstplatzierung | Wochen |
| ------------------------------ | ----------------- | ------ |
| Vereinigte Staaten (Billboard) | 93 (4 Wo.)        | 4      |